# Clausòfids
Clausophyidae és una família de cnidaris pertanyent a l'ordre Siphonophorae.
Gèneres:
- Chuniphyes Lens & van Riemsdijk, 1908
- Clausophyes Lens & van Riemsdijk, 1908
- Crystallophyes Moser, 1925
- Heteropyramis Moser, 1925
- Kephyes Keferstein & Ehlers, 1860
- Kephyes Pugh, 2006